# LaSalle (Montreal)
LaSalle es un distrito de la ciudad de Montreal.

## Historia
El distrito de LaSalle fue nombrado en honor de René Robert Cavelier de La Salle. Su existencia comienza en 1845, pero no fue ascendida a la categoría de “ciudad” hasta 1912.
La antigua ciudad de LaSalle forma, desde la fusión efectuada en 2002, el distrito de LaSalle.

## Geografía
Este distrito se sitúa al suroeste de la isla de Montreal. Limita al sur y al oeste con el río San Lorenzo. Forman parte de él varias islas como la île aux Hérons. Los rápidos de Lachine lo cruzan.

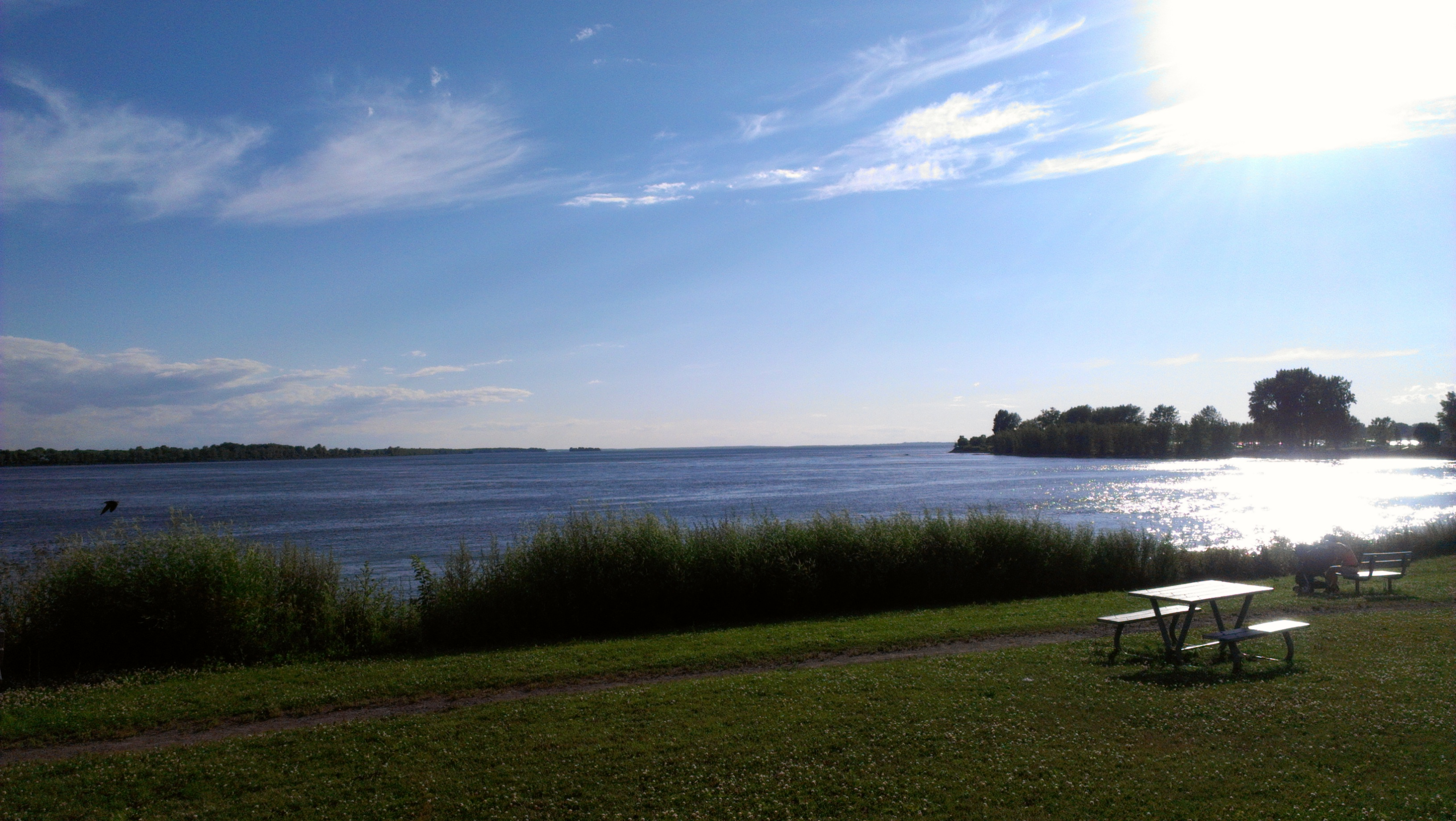
Ver desde LaSalle boulevard

Su superficie es de 16,75 km² y su población, de 73.983 habitantes.

### Transportes
- La estación de trenes de cercanías LaSalle, en la línea Delson-Candiac (AMT).
- La Route 138 lo conecta a Kahnawake por el puente Honoré-Mercier.
- Otras arterias: los boulevards LaSalle, Newman, La Vérendrye, Bishop Power y Champlain.

### Atractivos turísticos

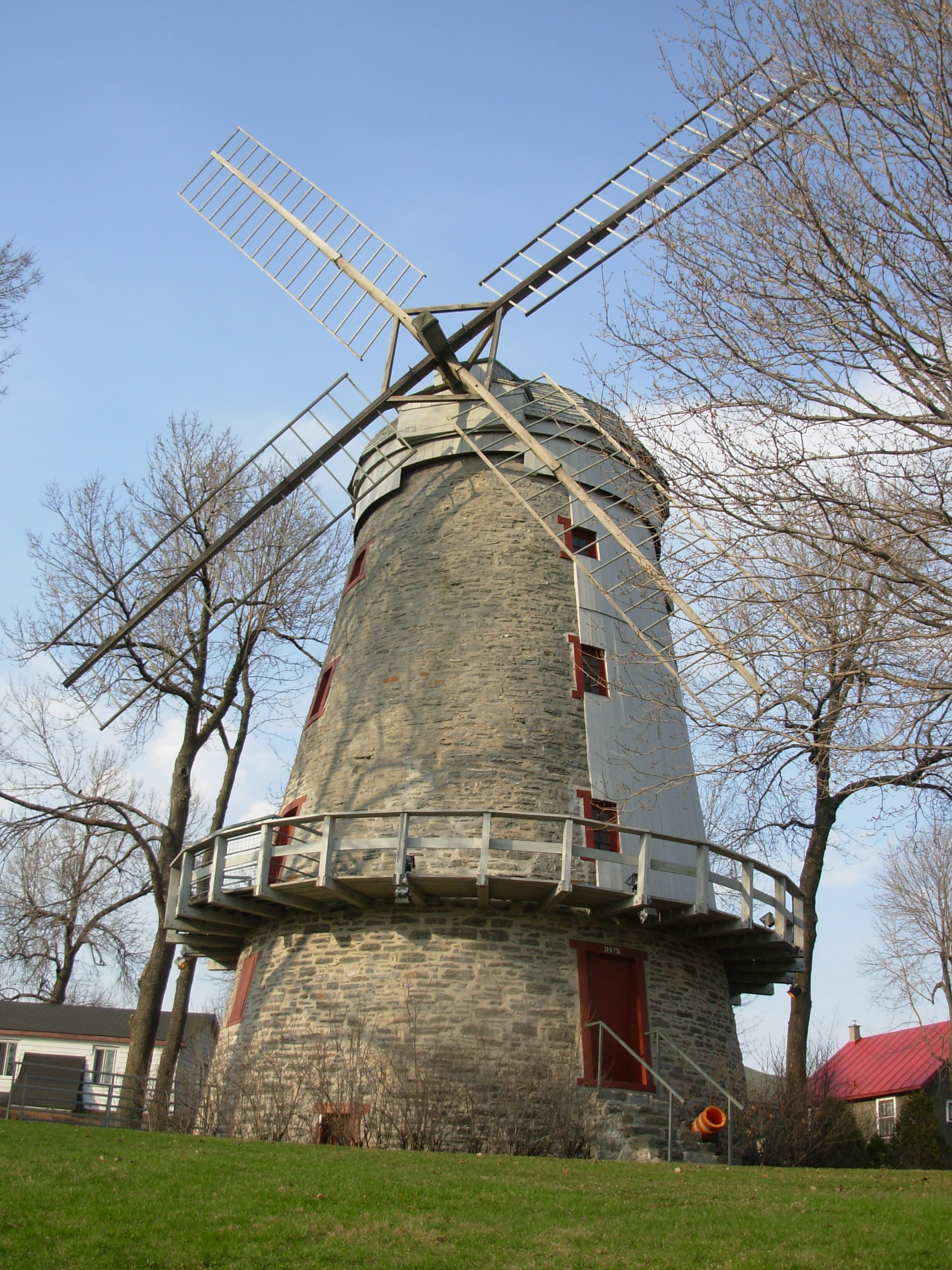
molino de viento Fleming, 2008.

- El refugio para aves migratorias de la île aux Hérons.
- El canal de Lachine y canal de l’Aqueduc, así como el parc des Rapides.
- El centro cultural l’Octagone y el yacimiento arqueológico Saints-Anges, así como el molino de viento Fleming, que es el emblema del distrito.